# Smilax arisanensis
Smilax arisanensis là một loài thực vật có hoa trong họ Smilacaceae. Loài này được Hayata miêu tả khoa học đầu tiên năm 1911.